# Helenodiscus vernoni
Helenodiscus vernoni foi uma espécie de gastrópodes da família Charopidae.
Foi endémica da Santa Helena (território).